# Walter Groß (Politiker, 1904)

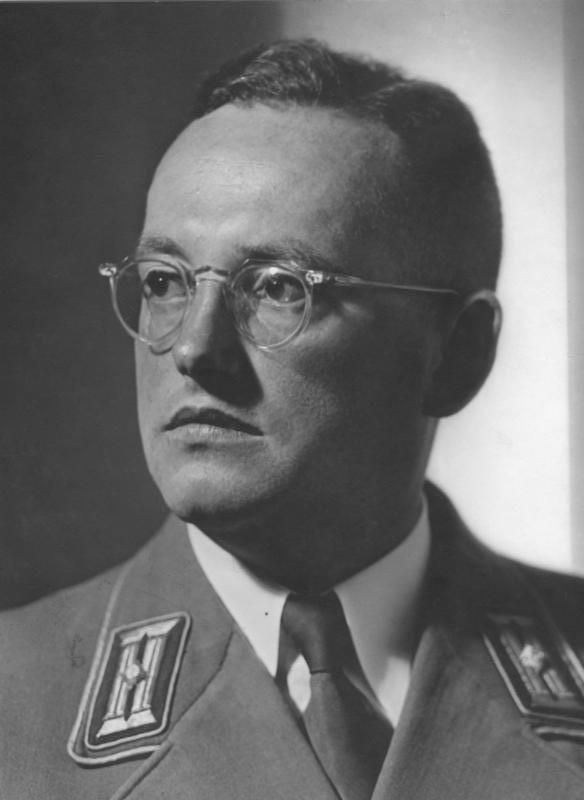
Walter Groß (1933)

Walter Groß (* 21. Oktober 1904 in Kassel; † 25. April 1945 in Berlin) war ein deutscher Arzt, Rassenhygieniker und nationalsozialistischer Politiker. 1933 begründete er das Rassenpolitische Amt der NSDAP.

## Werdegang
Groß besuchte evangelische Gymnasien in Posen und Göttingen. Ab 1923 studierte er in Göttingen, Tübingen und in München Medizin. Sein Studium schloss er 1928 mit dem Staatsexamen und der Promotion ab. Danach arbeitete er bis 1932 als Assistent an einem Braunschweiger Krankenhaus.
Zum 9. März 1925 trat er in die NSDAP ein (Mitgliedsnummer 2.815) und gehörte seit 1932 dem NS-Ärztebund an. Seit 1932 war er auch Mitarbeiter der Unterabteilung „Volksgesundheit“ der Reichsleitung der NSDAP. 1933 gründete er das „Aufklärungsamt für Bevölkerungspolitik und Rassenpflege“, dessen Leiter er in Berlin auch war und das im Mai 1934 in „Rassenpolitisches Amt der NSDAP“ umbenannt wurde. Im Jahr 1933 hatte er dem Rassenbiologen und Anthropologen Walter Scheidt, der die Erstellung von erbgesundheitlichen Gutachten abgelehnt hatte, verboten, offene Kritik an der Rassenpolitik zu publizieren. Seit 1936 war Groß Mitglied des Reichstages. Im gleichen Jahr wurde ihm der Dietrich-Eckart-Preis verliehen. Am 7. Februar 1940 vermerkte Rosenberg in seinem Tagebuch, dass er mit Groß über die Gründung eines Instituts für Biologie und Rassenkunde gesprochen habe. Dieses sollte gleichsam in engster Verbindung zur Kaiser-Wilhelm-Gesellschaft stehen. Rosenberg schrieb diesbezüglich, dass Eugen Fischer, der Direktor des Instituts, „nächstens zu uns kommen“ solle. Geplant wurde das Institut Biologie und Rassenkunde im Rahmen des Aufbaus der Hohen Schule der NSDAP. Als Sitz des Instituts wurde Stuttgart ausgewählt. 1942 wurde Groß Leiter des Hauptamtes Wissenschaft im Amt Rosenberg. Von 1937 bis zu seinem Tod war er Mitglied des Senats der Kaiser-Wilhelm-Gesellschaft.
Groß starb während der Schlacht um Berlin, als die Rote Armee schon ins Stadtgebiet eingedrungen war, am 25. April 1945 in seinem Privathaus in Berlin-Schlachtensee. Später befragte Mitarbeiter von Groß sprachen von einem ‚gesuchten Tod‘.

## Wirkung
Groß war Mitglied vom Reichsausschuss zum Schutze des deutschen Blutes und einer der wichtigen Autoren in der Anfangsphase der Nationalsozialistischen Monatshefte. Er war Mitherausgeber vom Archiv für Rassen- und Gesellschafts-Biologie sowie Verfasser und Herausgeber mehrerer antisemitischer Schriften wie Rasse und Politik (1934), Der Weltenumbruch im jüdischen Mythos (1936) und Die rassenpolitischen Voraussetzungen zur Lösung der Judenfrage (1943). Im letzteren Werk, das vom Institut zur Erforschung der Judenfrage herausgegeben und im Hoheneichen-Verlag verlegt wurde, machte er sich für ein „judenfreies“ Europa stark. Groß’ Schriften versuchten unter dem Deckmantel der Wissenschaftlichkeit die Thesen der nationalsozialistischen Rassenideologie zu begründen und taten sich dabei als besonders militant hervor.
Am 27. März 1941 hielt Groß ein Referat, in dem er die Unterscheidung von Juden und „jüdischen Mischlingen ersten Grades“ ablehnte und ihre Gleichstellung als „rassenpolitisch richtig und notwendig“ bezeichnete. „Halbjuden“ seien wie „Volljuden“ aus Europa auszuschalten. Bei den „Vierteljuden“ solle man die Vermehrung so gering wie möglich halten. Dieser Vortrag gab den Anstoß zu einem koordinierten Vorgehen zwischen dem Rassenpolitischen Amt, der Partei-Kanzlei von Martin Bormann und dem Reichssicherheitshauptamt und führte zum Vorschlag, zumindest in den besetzten Ostgebieten die „jüdischen Mischlinge“ wie „Volljuden“ auszurotten. Die radikalen antisemitischen Kräfte verfolgten diese Linie bei der Wannsee-Konferenz konsequent weiter.
Der US-amerikanische Politologe A. James Gregor versuchte seit 1958, die Aktivitäten der „International Association for the Advancement of Eugenics and Ethnology“ und des International Institute of Sociology, IIS, auf einen Nenner zu bringen. Gregor bezeichnete sich dabei selbst als Anhänger des Rassenpolitikers Walter Groß; 1958 lobte Gregor in der vom britischen Faschisten Oswald Mosley herausgegebenen Zeitschrift The Europeans das Rassenkonzept der Nationalsozialisten. Groß hatte das Konzept als einen „Keim“ für eine „Weltanschauung, die den Menschen zum Schöpfer, zum Erbauer zukünftiger Rassen“ macht, bezeichnet.

## Schriften
- Die rassenpolitischen Voraussetzungen zur Lösung der Judenfrage. In: Der Weltkampf, 1941, S. 52–63.